# El Piojo
El Piojo är en ort i Mexiko.   Den ligger i kommunen Manlio Fabio Altamirano och delstaten Veracruz, i den sydöstra delen av landet, 290 km öster om huvudstaden Mexico City. El Piojo ligger 51 meter över havet och antalet invånare är 129.
Terrängen runt El Piojo är platt. Runt El Piojo är det ganska tätbefolkat, med 104 invånare per kvadratkilometer. Närmaste större samhälle är Las Amapolas, 19,1 km öster om El Piojo. Omgivningarna runt El Piojo är en mosaik av jordbruksmark och naturlig växtlighet.